# محلل جودة نظم
مٌحَلْلٌ جَودةً اْلنٌظَمْ هو الشخص المسئول عن تحليل نظم التشغيل لوسائط الاتصال العامة والخاصة بوجه عام لقياس جودة النظم التفاعلية، ووضع دراسة لرصد أنظمة تكنولوجيا البيانات والمعلومات التحليلية وتصميمها ومراجعتها وحفظها ومن ثم توزيعها لأسس النظام الذي يقدم المعلومات للمستفيد بطريقة فعالة وكفء، وأن يكون على دراية مباشرة بعتاد الحاسب ولغات البرمجة، والإلمام بالبرامج التفصيلية لجودة مستويات عناصر النظم التشغيلية في جميع الاتجاهات الإدارية السائدة لنظم الشبكات العنكبوتية العالمية.

## اْلوَصفٌ اْلعَامْ
يمتد التحليل من التوازن والتدقيق، ويمنح مضمون التحقق والتخطيط للأشياء، وينتج عنه المرونة الهائلة إلى أفق تكوين الوصف العام، ويختص هذا المجال المهني بالمهام المعلوماتية في المراكز وكلما ازدادت تقنيات المعلومات تنوعا، ازداد تنوع المهن المعلوماتية.

## نَشأةٌ مَهْنةَ مٌحَلْلٌ جَودةْ اْلنَظْم
بدأت مزاولة هذه المهنة في المجتمعات البشرية عندما بدأ عمل الحاسوب في أواخر القرن الماضي للمجتمعات المتقدمة في دول العالم الأول، ثم تطورت استخدامات مهن الحاسوب مع بداية مطلع القرن الحالي لدول العالم الثاني والثالث في شتى المجالات العملية والعلمية خلال ممارسة الحياة اليومية للإنسان، وأخذت تأخذ طابع الانتشار إلى أن أصبحت هذه المهنة منتشرة في جميع أنحاء دول العالم، لخدمة القطاعات المتعددة، كالجمعيات والاتحادات والمنظمات الدولية والإقليمية والمؤسسات والشركات الحكومية العامة والخاصة.

## اْلوَاجِبَاتٌ

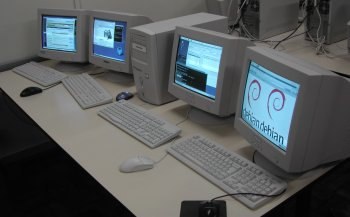

1. البحث والمناقشة مع الجهات ذات العلاقة لوضع الأهداف والنتائج المطلوب تحقيقها في دراسة النظم لغرض إعداد خطة التنفيذ والتشغيل.
2. إجراء الدراسات التحليلية لغرض الحوسبة.
3. تنفيذ نظم المعلومات باستخدام نظم إدارة قواعد البيانات.
4. وضع الخرائط والوثائق المقترحة.
5. الإشراف على نظم المعلومات المستخدمة، ومتابعة صيانتها وتحديثها.
6. المساهمة في تدريب كوادر المراكز على استخدامات الحاسب الآلي والبرمجيات.
7. يقوم بصفة مستمرة بفحص النظم والبرامج المنجزة لغرض التأكد من أنها تحقق الأهداف والنتائج المطلوبة.[1]

## اْلاشِتراطَاتْ اْلوَاجِبٌ تَوفْرهَا فِيْ مُحَلْلٌ جَودَةْ اْلنَظْم
المؤهل الدراسي والخبرة العملية:

- الحصول على شهادة البكالوريوس في مجال التخصص، مع خبرة لا تقل عن خمسة أعوام.
- التمتع بكفاءة عالية في المجال.
- دورات مكثفة في مجال التخصص.

## اْلَلغْات

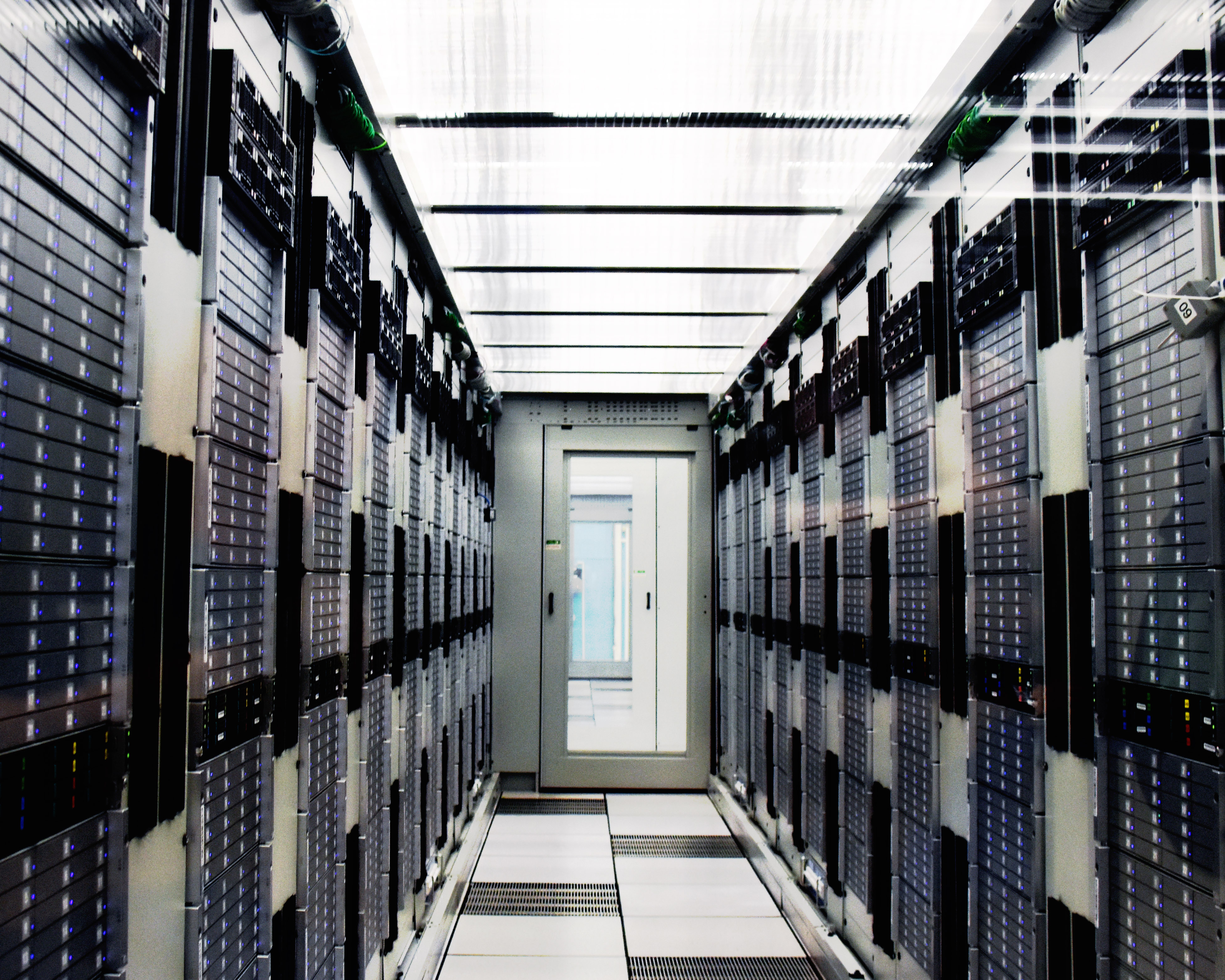

- العربية
- الإنجليزية.

## ِإدارة مَجال عِلْم نَظْم اْلمَعَلومَاتْ اْلإدَاريْة (MIS) لتَحلْيٌل جَودَةْ اْلنَظْم
- إدارة النظم الموزعة اللامركزية للاتصالات بعيدة المدى.
- إدارة سلسلة الأمداد لجودة النظم.
- إدارة سلسلة الطلب وتعامل المستفيدين مع نظم الجودة.
- إدارة أعمال جميع أشكال الارتباط الداخلي للعاملين والخارجية للمستفيدين .
- إدارة لغة ترميز تحليل النصوص .
- إدارة هندسة نظرية جودة الاستخدام.
- إدارة تكوين توجيه بروتوكولات النص التشعبي والمؤشرات الموحدة للمصادر.[2]

## مَراجِعْ
1. 1 2 3  علاء؛ الكيلاني، عثمان (1 يناير 2014). أساسيات نظم المعلومات الإدارية. Al Manhal. ISBN:9796500135731. مؤرشف من الأصل في 2020-01-02.
2. ↑  أسس دراسة المعلومات - الألمام بالمعلومات وبيئتها. مؤرشف من الأصل في 2020-02-21.